# Призракология
Призракология (также хонтология от англ. hauntology; от англ. haunt — призрак, ontology — бытие) — термин, введённый Жаком Деррида для обозначения парадоксального состояния призрака, который ни существует, ни не существует. Первоначально созданный автором для описания особого бытия идеи коммунизма, впоследствии был использован в более широком культурном контексте, применительно к музыке, фото- и киноискусству, литературе, психоанализу и другим сферам.

## Происхождение термина
Изначально, термин «призракология» — неологизм, предложенный Жаком Деррида в труде «Призраки Маркса» (1993) для описания особого типа бытия идеи коммунизма. Опираясь в своей работе на первые строки «Манифеста Коммунистической партии»: «Призрак бродит по Европе — призрак коммунизма», Деррида выступает с критикой концепции Фукуямы о конце истории и смерти коммунизма. Деррида задаётся вопросом: «если коммунизм всегда был призраком, что означает заявление о том, что сегодня он умер?», после чего развивает свою теорию призракологии (названной так по аналогии с онтологией — учением о бытии, но применительно к призракам — haunt), описывающую особый тип бытия призрака как сущности, одновременно не являющейся ни живой (то есть «существующей»), ни неживой (то есть «существовавшей»). 
«Привидения приходят из прошлого и появляются в настоящем. При этом, однако, нельзя адекватно говорить о принадлежности привидения к прошлому, даже если видение представляет того, кто был мёртв в течение многих веков, по той простой причине, что привидение, очевидно, не тот же самый объект, что личность, которая носила соответствующее имя. Принадлежит ли в таком случае „историческая“ личность, которая идентифицируется с призраком, настоящему? Очевидно, нет, так как идея о возвращении из мёртвых разрушает все традиционные концепции темпоральности. Таким образом, та темпоральность, субъектом которой является призрак, является парадоксальной, так как он одновременно и „возвращается“, и осуществляет свой „привиденческий“ дебют».
Итак, призрак по Деррида — это «странный голос, одновременно присутствующий и отсутствующий, единичный и множественный, носящий в себе различие, такой же призрачный, как человек, отличный от самого себя и своего духа. Он есть другой, но, в то же время, больше, чем другой. Он дезорганизует время. Он есть след. Приходящий из прошлого и носящий в себе наследие других эпох, он тем не менее непредсказуем и неумолим.»
Таким образом, понятие призракологии оказывается тесно связано с идеей деконструкции и означает, что то, что мы видим не есть то, чем оно является, но есть результат различия невидимых элементов. По логике призракологии прошлое всегда присутствует в настоящем, но не в первоначальной своей форме, а в виде следа.

## Современная трактовка
В фильме «Ghost Dance», исследующем мифы и представления, касающиеся существования призраков, а также природу кино, Деррида появляется в качестве одного из персонажей и заявляет, что будущее принадлежит призракам, а развитие технологий и медиа будет только способствовать их распространению.
Ряд современных мыслителей, таких как, например, Марк Фишер и Саймон Рейнолдс, разделяют мнение Деррида, называя призракологию духом времени, и используют данное понятие для описания состояния, когда культура одержима мыслью об «утраченных возможных вариантах будущего», место которых заняли неолиберализм и постмодерн. По мнению исследователей призракологии, культура утратила свою движущую силу и мы застряли в конце истории. В то же время, новые технологии помогают переосмыслить понятия времени и пространства: так например, Интернет-время, которое всё больше вытесняет часы реального времени, становится своего рода «безвременьем», которое дополняет понятие «ничейных пространств» (фр. non-lieux) Марка Оже. Другое, ещё более существенное последствие развития WEB — так называемый «кризис чрезмерной доступности», означающий, что больше ничего не исчезает, всё «возвращается на YouTube или в качестве бокс-сета ретроспектив», образуются временные петли, бесконечно повторяющийся момент травмы (согласно Фишеру).
В современной культурологической трактовке призракология обозначает «тоску по будущему, которое так никогда и не наступило». Таким образом, она представляет собой альтернативу постмодернизму, с его ностальгией и ревайвилизмом (англ. revivelism), попытку преодоления современной капиталистической культуры. На сегодняшний день призракология используется в качестве инструмента критического осмысления во многих сферах культуры, включая музыку, политическую теорию, архитектуру, психоанализ, фото- и кино-искусство.

## Призракология как культурное направление
На сегодняшний день, призракология способствует развитию многих сфер творческого исследования: визуальных искусств, философии, электронной музыки, художественной литературы и литературной критики. На простейшем уровне, влияние призракологии проявляется в интересе к псевдо-винтажной фотографии, заброшенным пространствам и телевизионным сериалам, типа «Жизнь на Марсе». Согласно Марку Фишеру, чей труд «Призраки моей жизни» (англ. Ghosts of My Life: Writings on Depression, Hauntology and Lost Futures) рассматривает призракологию как особый «этап развития культуры», «множество различных сфер культуры обладают призракологическим измерением».
Приверженцы радикального подхода заявляют, что все формы репрезентации призрачны. Произведения искусства населены призраками, причём не только идеальными формами, несовершенным выражением которых они являются, но также насыщены тем, что избежало воплощения.
«Призракологическое» искусство основано на ощущении дежавю: в эпоху культурного застоя и «апокалипсиса идей» художники начинают прибегать к «фантомам памяти, звукам, выуженным из забытого прошлого», причём не реально произошедшего, а его фантазмического образа.

### В музыке
В музыкальной сфере к представителям призракологического направления относятся: участники английского лэйбла Ghost Box (Belbury Poly, The Focus Group, The Advisory Circle), лондонский dubstep продюсер Burial, такие электронные музыканты, как The Caretaker, Уильям Басински, Philip Jeck, Aseptic Void, Moon Wiring Club, Mordant Music, Ariel Pink, Boards of Canada, Broadcast, Carbon Based Lifeforms и другие.
Отличительные особенности стиля: балансирование на грани сна и реальности, использование продакшн-музыки, саундтреков из старых научно-фантастических фильмов, фильмов ужасов категории Б, аналоговой электронной музыки, конкретной музыки, даба, нарезок из телевизионных программ 1970-х годов. Также распространёнными элементами являются фоновые шумы на звукозаписывающей площадке — например, скрежет винила, подчёркивающий значения самого медиума.

### В фотографии
В сфере фотографии призракология играет двоякую роль. С одной стороны, она может представлять собой особое направление искусства фотографии, обладающее собственными сюжетами и визуальными составляющими (примером фотохудожника, работающего в этом направлении, можно назвать Доротею Смит с её циклами работ «Löyly» и «Hear us marching up slowly»).

С другой стороны, сама специфика феномена фотографии может быть отражена сквозь призму призракологии. Так, в своём эссе о фотографии «Camera Lucida», французский философ и семиотик Ролан Барт говорит о моменте фотографирования как о символической смерти объекта фотографии, превращении его в призрак, в образ. Запечатлённый на плёнке человек в реальности уже никогда не будет таким, как в момент съёмки, зато фотография станет носителем (медиа) этого момента и сможет донести его до потомков. Таким образом, фотография, присутствуя в настоящем, всегда отсылает нас к прошлому.
«Фото — это буквально эманация фотографируемого. От реального тела, которое было там, отделились излучения, которые достигли меня, меня, который находится здесь; неважно, как долго длилась эта передача; фото исчезнувшего существа прикасается ко мне, как запоздалые лучи погасшей звезды.»

### В кино
То же можно сказать и про кинематограф, в котором, благодаря появлению, по сравнению с фотографией, нового измерения — времени — ещё чаще всплывают вопросы о природе памяти и ностальгии о том, чего не было. Среди фильмов с «вывихнутым» временем — экспериментальная драма Алена Рене и Алена Роба-Грийе «В прошлом году в Мариенбаде», герой которого охвачен призраками воспоминаний о любовной связи, действительное существование которой ничто не подтверждает.
Призракологические мотивы можно проследить в творчестве таких авторов экспериментального кино как: Жан-Люк Годар (в особенности, цикл «История/и кинематографа» (фр. «Histoire(s) du cinéma», представляющий собой альтернативную версию истории кинематографа, которого никогда не существовало), Крис Маркер, Кеннет Энгер и другие режиссёры, использующие в своей работе архивные материалы как средство деконструкции.

### В литературе
С точки зрения призракологии, художественная литература целиком построена на бытии призраков, даже если она отталкивается от реальных историй и персонажей, наделяя вымышленных персонажей реальным бытием на страницах книги в настоящем.
Так, Джулиан Вулфрис в своей книге «Викторианские призраки» утверждает, что «рассказывать историю всегда означает вызывать к жизни призраков, открывать пространство, через которое возвращается что-то другое», так что «все истории, так или иначе, являются историями призраков» и вся литература, таким образом, оказывается призракологичной. Согласно мнению Габриэля Жозиповичи (англ. Gabriel Josipovici), лучшие романы обладают «глубиной других миров, предполагаемых, но находящихся между строк».
Примером писателя, одержимого призраками, можно считать Шарля Бодлера, его произведения («Парижский сплин», «Цветы зла»), проанализированные Вальтером Беньямином, описывали Париж XIX века — олицетворение современности, сохранявшей в себе следы прошлого (античности).
Для читателя, как и для литературного критика, тайна литературы лежит в её туманности и непроницаемости — постоянном напоминании о том, что суть написанного никогда не может быть полностью интерпретирована. Морис Бланшо, в частности, называл литературу «вечными муками нашего языка, стремящегося вернуться к тому, что всегда отсутствует».

### В психоанализе
З. Фрейд в своём цикле статей «Моисей и монотеистическая религия», в частности, утверждал, что наше общество имеет призракологическую основу: «голос мёртвого отца», соответствующего понятию Сверх-Я.

## Типы призракологии
Согласно теории, выдвинутой музыкантами и музыкальными критиками Ульрихом и Бенджамином Фожелем, различают три вида призракологии: «в чистом виде», остаточную и хронологию травмы.

### Призракология «в чистом виде»
Ностальгия по утраченному прошлому, которого никогда не существовало, часто переходящая в тоску по будущему, которое никогда не наступит. В данном случае можно говорить о пристрастии к научной фантастике, об увлечении старинными записями, о полушутливом-полусерьезном отношении к саундтрекам из сериалов и документальных фильмов и к шумам, которые их сопровождают, о сентиментальной любви к мелодиям, со временем помолодевшим.
На место мира, к которому мы привыкли, приходит особое пространство, полное несбывшихся в своё время возможностей. Призракология «в чистом виде» походит на то, как если бы на музыку положили воспоминания о людях, которых мы никогда не знали, или о местах, где никогда не были. Нам кажется, что мы узнаём мелодию, но на самом деле это лишь кажимость, обман нашего мозга и нашей памяти. Призраки призракологии «в чистом виде» никогда не устанавливают прямых связей с прошлым — это мы сами их устанавливаем — они же теперь навсегда оторваны от своего оригинала.
Когда музыкант-призраколог использует звук поезда, сам поезд больше не существует, мы слышим не его, а его след, который удалось запечатлеть автору. Основной метод призракологии, таким образом, — деконструкция и последующая реконструкция всего, что кажется знакомым и безобидным, для того чтобы добиться того, чтобы каждая деталь бытия оставила за собой невидимый невооружённому глазу след, который может быть схвачен с помощью медиа (любого посредника).

### «Остаточная» призракология
«Остаточная» призракология отличается от призракологии в «чистом виде» прежде всего «дозировкой» призрачных мотивов. Здесь уже не приходится говорить о семплировании исключительно архивных материалов. Произведения искусства «остаточной» призракологии также включают в себя следы присутствия призраков прошлого, но в меньшем количестве, представляющих собой скорее эхо, прошедшее через призму авторского восприятия. «Остаточная» призракология проявляется не в произведении целиком, а в отдельных, дорогих автору деталях. Среди источников вдохновения здесь можно назвать: голоса по радио, мелодии прошлых лет, устаревшие музыкальные инструменты, научную фантастику, фильмы ужасов категории Б, истории о супергероях.

### Призракология травмы
В то время как призракология «в чистом виде» и «остаточная» призракология включают в себя реальные следы прошлого, призракология травмы основывается на травматических ментальных отголосках этих следов. Это исключительно психологический отпечаток прошлого, не имеющий под собой материального аналога. Композиции не содержат в себе никаких отрывков из звуков прошлого и не воспроизводят его мотивы. Речь больше не идёт о том, чтобы наблюдать призраков, но о том, чтобы их вызывать самостоятельно, на основе переживания ментальной травмы. Начиная с детских лет, травматические события аккумулируются в нашем сознании. Причём мы подвержены воздействию не только призраков нашей собственной жизни, но и жизни наших предков, истории нашей страны. В искусстве это проявляется в произведениях, пронизанных мотивами мучительного прошлого.